# 쿠틸리아노

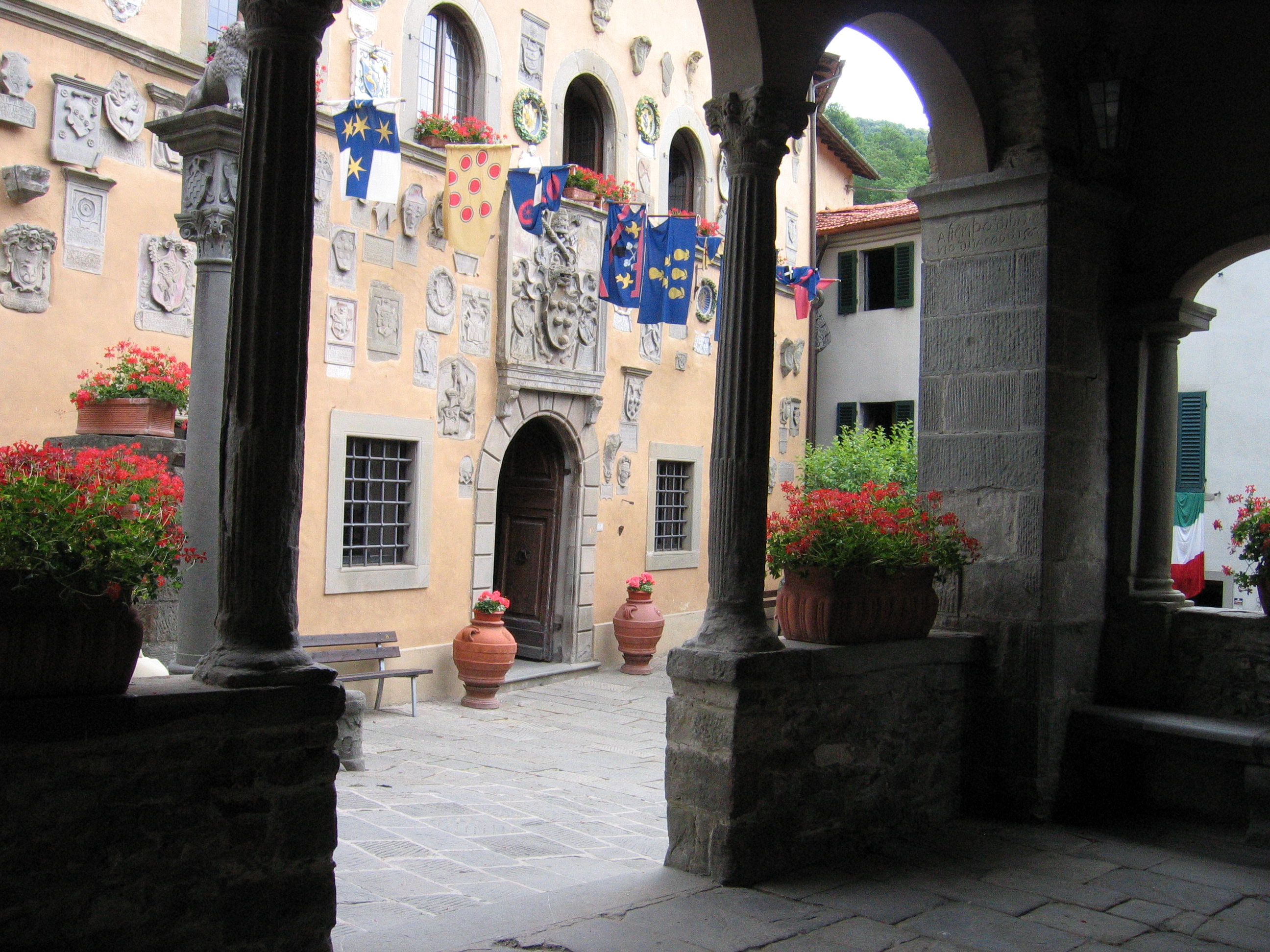

쿠틸리아노(이탈리아어: Cutigliano)는 이탈리아 토스카나주 피스토이아도에 있는 코무네다. 피렌체에서 북서쪽으로 50km, 피스토이아에서 북서쪽 25km 거리에 있다.

## 유명 인물
- 비아조 베티

## 자매 도시
- 프랑스 아니에르쉬루아즈